# Kihívás (film, 1989)
A Kihívás 1989-ben bemutatott amerikai film, amelyet Rick Pamplin rendezett. Magyarországon a Szív TV vetítette szinkronnal.

## A történet
Cindy újdonsült házas, akinek férjét elrabolják és túszként tartják fogva. A menyasszony egy félautomata fegyverrel indul férje kiszabadítására.

## Szereplők
- Cindy Ferda - Casey Kennedy (Cindy Maranne-ként)
- McKeiver Jones III - Rader kapitány
- Harold Wayne Jones - Mad Dog
- Sharon Blair - Eve Carpenter
- Tara Untiedt - Rachel Singer
- Bob Fall - Michael Kennedy
- Phyllis Durant - Big Mama
- Jody Brown - Loverboy
- Daniel Kwong - Slick
- Nick Roberts - Mayor Bender
- Ona Zee - Carla McKenzie (Ona Simmsként)
- Memphis Perkins - Adkins felügyelő
- J. Buzz Von Ornsteiner - Randy 'Nick The Knife'
- Joe Sprosty - Machine Gun Joe
- Betty Burns - Betty Allen
- H. Donald McGhee - biztonsági őr
- Joe Diamond - Wylie Stubble
- Lee Buck - Snake